# José Paulo Bezerra Maciel Júnior
José Paulo Bezerra Maciel Júnior (São Paulo, 25 juli 1988) - alias Paulinho - is een Braziliaans voormalige  voetballer die doorgaans op het middenveld speelt. Paulinho debuteerde in 2011 als Braziliaans international. Paulinho wist met twee verschillende clubs de belangrijkste continentale clubcompetitie te winnen; namelijk de CONMEBOL Libertadores met Corinthians en de AFC Champions League met Guangzhou Evergrande.

## Clubcarrière
Paulinho werd tijdens het seizoen 2006/07 verhuurd aan het Litouwse FC Vilnius. Het daaropvolgende seizoen werd hij verhuurd aan het Poolse ŁKS Łódź. Daarna keerde hij terug naar Brazilië. Na een seizoen met zes doelpunten in 28 wedstrijden bij Bragantino, tekende Paulinho in mei 2010 een contract bij Corinthians. In drie seizoenen scoorde hij 20 doelpunten in 86 wedstrijden voor Corinthians. Op 6 juli 2013 bevestigde Tottenham Hotspur de komst van Paulinho, voor een transferbedrag van net iets minder dan 20 miljoen euro. Dat was een transferrecord voor Tottenham, maar werd enkele weken later nogmaals gebroken voor de komst van Roberto Soldado. Hij debuteerde op 18 augustus 2013 in de Premier League, tegen Crystal Palace. Paulinho speelde in twee seizoenen 45 competitiewedstrijden voor Tottenham en scoorde daarin zes doelpunten. Hij eindigde het eerste seizoen met de club op de zesde plaats in de Premier League en het tweede op de vijfde. Paulinho tekende in juni 2015 een contract tot medio 2019 bij Guangzhou Evergrande, dat circa €14.000.000,- voor hem betaalde aan Tottenham Hotspur. Hij tekende in augustus 2017 een contract tot medio 2021 bij FC Barcelona, dat circa €40.000.000,- betaalde aan de Chinese club. Op 22 juli 2021 tekende Paulinho transfervrij een driejarig contract bij Al-Ahli. Op 18 september 2021 beëindigde hij zijn contract bij Al-Ahli met als reden "onvermogen om de gewenste toevoeging aan het team te bieden". In december 2021 keerde Paulinho terug bij Corinthians en tekende een contract tot eind 2023.

## Clubstatistieken
| Seizoen     | Club                 | Competitie                | Competitie | Competitie | Beker | Beker | Internationaal | Internationaal | Totaal | Totaal |
| Seizoen     | Club                 | Competitie                | Wed.       | Dlp.       | Wed.  | Dlp.  | Wed.           | Dlp.           | Wed.   | Dlp.   |
| ----------- | -------------------- | ------------------------- | ---------- | ---------- | ----- | ----- | -------------- | -------------- | ------ | ------ |
| 2006        | Pão de Açúcar        | Campeonato Paulista       | 0          | 0          | —     | —     | —              | —              | 0      | 0      |
| Club Totaal | Club Totaal          | Club Totaal               | 0          | 0          | 0     | 0     | 0              | 0              | 0      | 0      |
| 2006        | FC Vilnius           | A Lyga                    | 17         | 2          | —     | —     | —              | —              | 17     | 0      |
| 2007        | FC Vilnius           | A Lyga                    | 21         | 3          | —     | —     | —              | —              | 21     | 3      |
| Club Totaal | Club Totaal          | Club Totaal               | 38         | 5          | 0     | 0     | 0              | 0              | 38     | 5      |
| 2007/08     | ŁKS Łódź             | Ekstraklasa               | 17         | 0          | —     | —     | —              | —              | 17     | 0      |
| Club Totaal | Club Totaal          | Club Totaal               | 17         | 0          | 0     | 0     | 0              | 0              | 17     | 0      |
| 2009        | Bragantino           | Série B                   | 28         | 6          | —     | —     | —              | —              | 0      | 0      |
| Club Totaal | Club Totaal          | Club Totaal               | 28         | 6          | 0     | 0     | 0              | 0              | 28     | 6      |
| 2010        | Corinthians          | Série A                   | 27         | 4          | —     | —     | 1              | 0              | 28     | 4      |
| 2011        | Corinthians          | Série A                   | 35         | 8          | —     | —     | 1              | 0              | 36     | 8      |
| 2012        | Corinthians          | Série A                   | 23         | 7          | —     | —     | 14             | 3              | 37     | 10     |
| 2013        | Corinthians          | Série A                   | 1          | 1          | —     | —     | 10             | 2              | 11     | 13     |
| Club Totaal | Club Totaal          | Club Totaal               | 86         | 20         | 0     | 0     | 26             | 5              | 112    | 25     |
| 2013/14     | Tottenham Hotspur    | Premier League            | 30         | 6          | 2     | 1     | 5              | 1              | 37     | 8      |
| 2014/15     | Tottenham Hotspur    | Premier League            | 15         | 0          | 7     | 1     | 8              | 1              | 30     | 2      |
| Club Totaal | Club Totaal          | Club Totaal               | 45         | 6          | 9     | 2     | 13             | 2              | 67     | 10     |
| 2015        | Guangzhou Evergrande | Super League              | 13         | 2          | 0     | 0     | 9              | 3              | 22     | 5      |
| 2016        | Guangzhou Evergrande | Super League              | 30         | 8          | 9     | 3     | 5              | 0              | 44     | 11     |
| 2017        | Guangzhou Evergrande | Super League              | 20         | 7          | 1     | 0     | 8              | 5              | 29     | 12     |
| Club Totaal | Club Totaal          | Club Totaal               | 63         | 17         | 10    | 3     | 24             | 8              | 97     | 28     |
| 2017/18     | FC Barcelona         | Primera División          | 34         | 9          | 6     | 0     | 9              | 0              | 49     | 9      |
| Club Totaal | Club Totaal          | Club Totaal               | 34         | 9          | 6     | 0     | 9              | 0              | 49     | 9      |
| 2018        | Guangzhou Evergrande | Super League              | 19         | 13         | 0     | 0     | 0              | 0              | 19     | 13     |
| 2019        | Guangzhou Evergrande | Super League              | 29         | 19         | 1     | 0     | 12             | 3              | 42     | 22     |
| 2020        | Guangzhou Evergrande | Super League              | 20         | 12         | 0     | 0     | 0              | 0              | 20     | 12     |
| Club Totaal | Club Totaal          | Club Totaal               | 131        | 61         | 11    | 3     | 36             | 11             | 178    | 75     |
| 2021/22     | Al-Ahli              | Saudi Professional League | 4          | 2          | 0     | 0     | 0              | 0              | 4      | 2      |
| Club Totaal | Club Totaal          | Club Totaal               | 4          | 2          | 0     | 0     | 0              | 0              | 4      | 2      |
| Totaal      | Totaal               | Totaal                    | 383        | 109        | 26    | 5     | 84             | 18             | 493    | 132    |

## Interlandcarrière
Op 5 september 2011 werd Paulinho voor het eerst opgeroepen voor Brazilië, voor de Superclásico tegen Argentinië. Op 2 juni 2013 scoorde hij na 83 minuten de gelijkmaker in een vriendschappelijke interland tegen Engeland (2–2). Op 15 juni 2013 scoorde hij op de openingswedstrijd van de Confederations Cup 2013 het tweede doelpunt voor Brazilië tegen Japan (3–0 winst). Op 26 juni 2013 scoorde hij het winnende doelpunt in de halve finale tegen Uruguay. Het toernooi werd gewonnen door in de finale Spanje met 3–0 te verslaan. Paulinho verscheen aan de start van deze wedstrijd en werd na 88 minuten gewisseld voor Hernanes. Op het wereldkampioenschap voetbal 2014 speelde hij in zes wedstrijden van zijn land, waaronder de met 1–7 verloren halve finale tegen tegen Duitsland en de troostfinale (0–3).
| Interlands van Paulinho voor Brazilië | Interlands van Paulinho voor Brazilië | Interlands van Paulinho voor Brazilië | Interlands van Paulinho voor Brazilië | Interlands van Paulinho voor Brazilië | Interlands van Paulinho voor Brazilië | Interlands van Paulinho voor Brazilië |
| №                                     | Datum                                 | Wedstrijd                             | Uitslag                               | Soort wedstrijd                       | Doelpunten                            | Assists                               |
| ------------------------------------- | ------------------------------------- | ------------------------------------- | ------------------------------------- | ------------------------------------- | ------------------------------------- | ------------------------------------- |
| 1.                                    | 14 september 2011                     | Argentinië – Brazilië                 | 0 – 0                                 | Vriendschappelijk                     | 0                                     | 0                                     |
| 2.                                    | 15 augustus 2012                      | Zweden – Brazilië                     | 0 – 3                                 | Vriendschappelijk                     | 0                                     | 0                                     |
| 3.                                    | 7 september 2012                      | Brazilië – Zuid-Afrika                | 1 – 0                                 | Vriendschappelijk                     | 0                                     | 0                                     |
| 4.                                    | 19 september 2012                     | Brazilië – Argentinië                 | 2 – 1                                 | Vriendschappelijk                     | 1                                     | 0                                     |
| 5.                                    | 11 oktober 2012                       | Brazilië – Irak                       | 6 – 0                                 | Vriendschappelijk                     | 0                                     | 0                                     |
| 6.                                    | 16 oktober 2012                       | Japan – Brazilië                      | 0 – 4                                 | Vriendschappelijk                     | 1                                     | 0                                     |
| 7.                                    | 15 november 2012                      | Brazilië – Colombia                   | 1 – 1                                 | Vriendschappelijk                     | 0                                     | 0                                     |
| 8.                                    | 21 november 2012                      | Argentinië – Brazilië                 | 1 – 2                                 | Vriendschappelijk                     | 0                                     | 0                                     |
| 9.                                    | 6 februari 2013                       | Engeland – Brazilië                   | 2 – 1                                 | Vriendschappelijk                     | 0                                     | 0                                     |
| 10.                                   | 6 april 2013                          | Bolivia – Brazilië                    | 0 – 4                                 | Vriendschappelijk                     | 0                                     | 0                                     |
| 11.                                   | 25 april 2013                         | Brazilië – Chili                      | 2 – 2                                 | Vriendschappelijk                     | 0                                     | 0                                     |
| 12.                                   | 2 juni 2013                           | Brazilië – Engeland                   | 2 – 2                                 | Vriendschappelijk                     | 1                                     | 0                                     |
| 13.                                   | 9 juni 2013                           | Brazilië – Frankrijk                  | 3 – 0                                 | Vriendschappelijk                     | 0                                     | 0                                     |
| 14.                                   | 15 juni 2013                          | Brazilië – Japan                      | 3 – 0                                 | Confederations Cup                    | 1                                     | 0                                     |
| 15.                                   | 19 juni 2013                          | Brazilië – Mexico                     | 2 – 0                                 | Confederations Cup                    | 0                                     | 0                                     |
| 16.                                   | 26 juni 2013                          | Brazilië – Uruguay                    | 2 – 1                                 | Confederations Cup                    | 1                                     | 0                                     |
| 17.                                   | 30 juni 2013                          | Brazilië – Spanje                     | 3 – 0                                 | Confederations Cup                    | 0                                     | 0                                     |
| 18.                                   | 14 augustus 2013                      | Zwitserland - Brazilië                | 1 - 0                                 | Vriendschappelijk                     | 0                                     | 0                                     |
| 19.                                   | 7 september 2013                      | Brazilië – Australië                  | 6 – 0                                 | Vriendschappelijk                     | 0                                     | 0                                     |
| 20.                                   | 10 september 2013                     | Brazilië – Portugal                   | 3 – 1                                 | Vriendschappelijk                     | 0                                     | 0                                     |
| 21.                                   | 12 oktober 2013                       | Zuid-Korea – Brazilië                 | 0 – 2                                 | Vriendschappelijk                     | 0                                     | 0                                     |
| 22.                                   | 15 oktober 2013                       | Brazilië – Zambia                     | 2 – 0                                 | Vriendschappelijk                     | 0                                     | 0                                     |
| 23.                                   | 16 november 2013                      | Honduras – Brazilië                   | 0 – 5                                 | Vriendschappelijk                     | 0                                     | 0                                     |
| 24.                                   | 19 november 2013                      | Brazilië – Chili                      | 2 – 1                                 | Vriendschappelijk                     | 0                                     | 0                                     |
| 25.                                   | 5 maart 2014                          | Zuid-Afrika – Brazilië                | 0 – 5                                 | Vriendschappelijk                     | 0                                     | 0                                     |
| 26.                                   | 6 juni 2014                           | Brazilië – Servië                     | 1 – 0                                 | Vriendschappelijk                     | 0                                     | 0                                     |
| 27.                                   | 12 juni 2014                          | Brazilië – Kroatië                    | 3 – 1                                 | WK 2014                               | 0                                     | 0                                     |
| 28.                                   | 17 juni 2014                          | Brazilië – Mexico                     | 0 – 0                                 | WK 2014                               | 0                                     | 0                                     |
| 29.                                   | 23 juni 2014                          | Kameroen – Brazilië                   | 1 – 4                                 | WK 2014                               | 0                                     | 0                                     |
| 30.                                   | 4 juli 2014                           | Brazilië – Colombia                   | 2 – 1                                 | WK 2014                               | 0                                     | 0                                     |
| 31.                                   | 8 juli 2014                           | Brazilië – Duitsland                  | 1 – 7                                 | WK 2014                               | 0                                     | 0                                     |
| 32.                                   | 12 juli 2014                          | Brazilië – Nederland                  | 0 – 3                                 | WK 2014                               | 0                                     | 0                                     |
| 33.                                   | 1 september 2016                      | Ecuador - Brazilië                    | 0 - 3                                 | kwalificatie WK 2018                  | 0                                     | 0                                     |
| 34.                                   | 7 september 2016                      | Brazilië - Colombia                   | 2 - 1                                 | kwalificatie WK 2018                  | 0                                     | 0                                     |
| 35.                                   | 12 oktober 2016                       | Venezuela - Brazilië                  | 0 - 2                                 | kwalificatie WK 2018                  | 0                                     | 0                                     |
| 36.                                   | 11 november 2016                      | Brazilië - Argentinië                 | 3 - 0                                 | kwalificatie WK 2018                  | 1                                     | 0                                     |
| 37.                                   | 16 november 2016                      | Peru - Brazilië                       | 0 - 2                                 | kwalificatie WK 2018                  | 0                                     | 0                                     |
| 38.                                   | 24 maart 2017                         | Uruguay - Brazilië                    | 1 - 4                                 | kwalificatie WK 2018                  | 3                                     | 0                                     |
| 39.                                   | 29 maart 2017                         | Brazilië - Paraguay                   | 3 - 0                                 | kwalificatie WK 2018                  | 0                                     | 2                                     |
| 40.                                   | 9 juni 2017                           | Brazilië - Argentinië                 | 0 - 1                                 | Vriendschappelijk                     | 0                                     | 0                                     |
| 41.                                   | 13 juni 2017                          | Australië - Brazilië                  | 0 - 4                                 | Vriendschappelijk                     | 0                                     | 1                                     |
| 42.                                   | 1 september 2017                      | Brazilië - Ecuador                    | 2 - 0                                 | kwalificatie WK 2018                  | 1                                     | 0                                     |
| 43.                                   | 5 september 2017                      | Colombia - Brazilië                   | 0 - 0                                 | kwalificatie WK 2018                  | 0                                     | 0                                     |
| 44.                                   | 5 oktober 2017                        | Bolivia - Brazilië                    | 0 - 0                                 | kwalificatie WK 2018                  | 0                                     | 0                                     |
| 45.                                   | 11 oktober 2017                       | Brazilië - Chili                      | 3 - 0                                 | kwalificatie WK 2018                  | 1                                     | 0                                     |

Bijgewerkt op 11 oktober 2017.

## Erelijst
Als speler
 Corinthians
- FIFA Club World Cup: 2012
- CONMEBOL Libertadores: 2012
- Campeonato Brasileiro Série A: 2011
- Campeonato Paulista: 2013

 Guangzhou Evergrande
- AFC Champions League: 2015
- Chinese FA Super League: 2015, 2016
- Chinese FA Cup: 2016
- Chinese FA Super Cup: 2016, 2017

 FC Barcelona
- Primera División: 2017/18
- Copa del Rey: 2017/18

 Brazilië
- FIFA Confederations Cup: 2013

Individueel
- Série A Team van het Jaar: 2011, 2012
- Bola de Prata: 2011, 2012
- FIFA Confederations Cup Bronzen Bal: 2013
- FIFA Confederations Cup Team van het Toernooi: 2013
- Chinese Super League Team van het Jaar: 2016, 2018, 2019
- China Super League Meest Waardevolle Speler: 2019

1 Jefferson ·
2 Dani Alves ·
3 Thiago Silva  ·
4 David Luiz ·
5 Fernando ·
6 Marcelo ·
7 Leiva ·
8 Hernanes ·
9 Fred ·
10 Neymar ·
11 Oscar ·
12 Júlio César ·
13 Dante Bonfim ·
14 Filipe Luís ·
15 Jean ·
16 Réver ·
17 Luiz Gustavo ·
18 Paulinho ·
19 Hulk ·
20 Bernard ·
21 Jô ·
22 Diego Cavalieri ·
23 Jádson ·
Coach: Scolari
1 Jefferson ·
2 Dani Alves ·
3 Thiago Silva  ·
4 David Luiz ·
5 Fernandinho ·
6 Marcelo ·
7 Hulk ·
8 Paulinho ·
9 Fred ·
10 Neymar ·
11 Oscar ·
12 Júlio César ·
13 Dante Bonfim ·
14 Maxwell ·
15 Henrique ·
16 Ramires ·
17 Luiz Gustavo ·
18 Hernanes ·
19 Willian ·
20 Bernard ·
21 Jô ·
22 Victor ·
23 Maicon ·
Coach: Scolari
1 Alisson ·
2 Thiago Silva ·
3 Miranda ·
4 Geromel ·
5 Casemiro ·
6 Filipe Luís ·
7 Douglas Costa ·
8 Renato Augusto ·
9 Gabriel Jesus ·
10 Neymar ·
11 Coutinho ·
12 Marcelo  ·
13 Marquinhos ·
14 Danilo ·
15 Paulinho ·
16 Cássio ·
17 Fernandinho ·
18 Fred ·
19 Willian ·
20 Firmino ·
21 Taison ·
22 Fagner ·
23 Ederson ·
Coach: Tite